# Elini Dimoutsos
Elini Haralambos Dimoutsos (Grieks: Ελίνι Χαράλαμπος Δημούτσος; Lushnjë, 18 juni 1988) is een Grieks voormalig voetballer die doorgaans speelde als middenvelder. Tussen 2004 en 2023 was hij actief voor Ilisiakos, Panathinaikos, OFI Kreta, Panetolikos, Mladá Boleslav, Atromitos, Asteras Tripolis, Platanias, PAS Lamia, Xanthi, Anagennisi Karditsas en Egaleo. Dimoutsos maakte in 2012 zijn debuut in het Grieks voetbalelftal.

## Clubcarrière
Dimoutsos speelde in de jeugdopleiding van Ilsiakos en brak ook door bij die club. In 2007 tekende hij voor vier jaar bij topclub Panathinaikos. Na één jaar bij Panathinaikos, waar hij slechts dertien keer voor uitgekomen was, werd de middenvelder op huurbasis gestald bij OFI Kreta. Het seizoen erna werd hij verhuurd aan Panetolikos en nadat hij in november 2010 nog in de UEFA Champions League uitgekomen was tegen FC Barcelona vertrok hij voor een half jaar op huurbasis naar Mladá Boleslav.
In de transferperiode in de zomer van 2011 hoorde Dimoutsos dat hij niet voorkwam in de plannen van coach Jesualdo Ferreira en tekende hij voor twee jaar bij Atromitos. Vier jaar later verkaste de middenvelder naar Asteras Tripolis. In 2017 stapte hij transfervrij over naar Platanias. Een jaar later werd PAS Lamia de nieuwe werkgever van Dimoutsos. Zijn contract werd medio 2019 met twee seizoenen verlengd, tot en met het seizoen 2020/21. Na een jaar bij Xanthi tekende hij in januari 2022 voor Anagennisi Karditsas, tot het einde van het seizoen. Na die club ging hij spelen voor Egaleo. In de zomer van 2023 besloot Dimoutsos op vijfendertigjarige leeftijd een punt te zetten achter zijn actieve loopbaan.

## Interlandcarrière
Dimoutsos maakte zijn debuut in het Grieks voetbalelftal op 15 augustus 2012, toen er met 2–3 gewonnen werd van Noorwegen. Vasilis Torosidis, Kyriakos Papadopoulos en Konstantinos Mitroglou scoorden voor de Grieken en namens de thuisploeg kwamen Brede Hangeland en John Arne Riise tot een doelpunt. Dimoutsos moest van bondscoach Fernando Santos op de bank beginnen en hij viel tien minuten voor tijd in voor Alexandros Tziolis. De andere debutant dit duel was Dimitris Siovas (Olympiakos).
| Interlands van Elini Dimoutsos voor Griekenland | Interlands van Elini Dimoutsos voor Griekenland | Interlands van Elini Dimoutsos voor Griekenland | Interlands van Elini Dimoutsos voor Griekenland | Interlands van Elini Dimoutsos voor Griekenland | Interlands van Elini Dimoutsos voor Griekenland | Interlands van Elini Dimoutsos voor Griekenland |
| №                                               | Datum                                           | Wedstrijd                                       | Uitslag                                         | Competitie                                      | Goals                                           |                                                 |
| Als speler bij Atromitos                        | Als speler bij Atromitos                        | Als speler bij Atromitos                        | Als speler bij Atromitos                        | Als speler bij Atromitos                        | Als speler bij Atromitos                        | Als speler bij Atromitos                        |
| ----------------------------------------------- | ----------------------------------------------- | ----------------------------------------------- | ----------------------------------------------- | ----------------------------------------------- | ----------------------------------------------- | ----------------------------------------------- |
| 1                                               | 15 augustus 2012                                | Noorwegen – Griekenland                         | 2 – 3                                           | Vriendschappelijk                               |                                                 |                                                 |